# 이진호 (희극인)
이진호(李陳鎬, 1986년 4월 15일 ~ )는 대한민국의 희극인이다. 본관은 경주 이씨 익재공파이다. 2005년 SBS《웃음을 찾는 사람들》을 통해 데뷔하여 '왜이래', '언행일치', '웅이 아버지' 등의 코너들에 출연하였다.

## 학력
- 발안농업고등학교 식품과학과
- 서울예술종합학교 코미디개그과

## 방송
- EBS 《스마트과학 퀴즈쇼-간다면 간다》 (151009)
- JTBC 《BOX(박스) 3화》 (150919)
- 코미디TV 《타임 하우스》
- SBS 《웃찾사 시즌 1》
  - 왜이래 (2005)
  - 언행일치 (2006)
  - 거침없이 킥킥킥 (2007)
  - 웅이아버지-웅이아버지 역 (2007~2009)
  - 묵언수행 (2009)
  - 취중진상 술 계속 마시고 실실 웃는 역 (2009)
- SBS《웃찾사 시즌 2》
  - 웅이아버지 500회 특집 (150607)
- SBS 《동물농장 (080831)
- MBC 《하땅사》
  - 괜한자존심
- MBC 《나 혼자 산다》(130705)
- tvN 《콩트앤더시티》 (151030)
- tvN 《노래로 응답하라 - 응급남녀_썸앤쌈 공연》(140506)
- tvN 《뇌섹시대 - 문제적남자》(150716)
- tvN 《눈치왕》 (150103)
- tvN 《코미디빅리그》
  - (1회편집) 돌아이 역
  - 오글오글 (13.06.15~13.07.06) 1인 다(多)역
  - 라임의 왕 (13.07.13~13.12.22) MC1메타 역
  - 래벨업 (13.11.17~14.01.12) 조종사 → 경비아저씨 → 돌아이 반장 역
  - 썸앤쌈 (14.01.05~15.06.21) 쌈남 역
  - 캐스팅 (14.01.26~15.03.22) 4차원 연기자 역
  - 깽스맨 (15.04.12~15.12.20) 속초에서 온 막내 역
  - 왕자의 게임  (16.01.03 ~ 16.09.18) 진호왕자 역
  - 진호를 위하여 (16.10.02 ~ 16.12.18)
  - 신기한 동물사전 (17.01.01~ 17.03.19) 빼루빼루 → 앵그리 장군 역
  - 으랏차차 대한민국 (17.04.02 ~ 17.09.17) 아빠의도전 아버지 → 성공시대 진행 → 진호가 바라보는 세상 진호 → 광고 모델 역
  - 널 생각해 (17.10.01 ~ 17.12.17) 진호 역
  - 석포빌라 B02호 (17.7.09 ~ 18.03.25) 아빠 역
  - 신과 함께 (18.01.07 ~18.03.25) 빙신 → 어르신 역
  - 수 엄마 → 영기 엄마 (18.04.08 ~ 18.09.23) 수 엄마 역
  - 2018 궁예 (18.04.08 ~ 18.09.23) 궁예 역
  - 가족 오락가락관 (2018.10.07 ~ 19.12.22) 박꿩 → 포청천 → 최번개 → 호야→ 신토불이 → 박꿩 역
  - 석포 4리 마을회관 (2019.01.13~ 2019.06.23)
  - 동네 으른들 (2019.07.07 ~ 19.12.22)
  - 타짜:깡패PD 곽철용 (2019.11.17 ~ )
  - 수 카페 (2020. 02. 09 ~ 2020. 06. 21) 수엄마역
  - 아빠는 못말려 아빠역
  - 용진호의 개그보충대 교관역
  - 너퀴즈 보도블럭
  - 쇼킹덤
  - 버스기사 황덕섭
  - 석포 호랑이 아저씨
  - 랜선 오디션
  - 현장 오디션
  - 사장님이 미쳤어요
  - 코빅 뉴스
- KBS1 《체험 삶의 현장》
- KBS2 《주주클럽》
- KBS2 《대결 노래가 좋다》
- tvN 《배우학교》
- KBS 쿨FM 《키스 더 라디오》
- KBS2 《어느날 갑자기 외.개.인》
- MBC 《황금어장 라디오스타》
- MBC 《진짜 사나이》
- MBC 《은밀하게 위대하게》
- SBS 《게임쇼 유희낙락》
- MBC Every 1 《맛있을 지도 시즌 3》
- tvN 《골목대장》
- tvN 《풀 뜯어먹는 소리》 (2018년)
- JTBC 《찰떡콤비》 (2019년)
- tvN 《플레이어》 (2019년)
- JTBC 《아는 형님》 (2019년, 2021년) - 193회, 198회, 288회 (김영철 대타)
- JTBC 《한끼줍쇼》 (2019년) - 147회 (2019년 10월 16일)
- tvN 《돈키호테》 (2019년)
- SBS Plus 《밥은 먹고 다니냐? 2》 (2020년)
- MBC 《오! 나의 파트,너》 (2020년)
- NQQ 《위플레이 시즌2》(2020년)
- 카카오TV 《야인이즈백》- 진호 역 (2021년)
- TV조선 《아바드림》 (2022년)
- TV조선 《미스트롯3》 (2023년 ~ 2024년) - 심사위원
- 디스커버리 채널 코리아 AXN TVasia Plus 《크라임 퀴즈쇼 : 풀어파일러 시즌 1,2,3》(2022년 ~ 2023년)
- SBS 《신발 벗고 돌싱포맨》 (2024년)

### 드라마
- 《스타일》 (SBS, 2009년)
- 《행군 시즌 2》(국방TV, 2012년) - 맹상희 역
- 《더 드라마틱》(MBC Every1, 2013년)
- 《아홉수 소년 (tvN, 2014년) - 한구 역
- 《미생물》(tvN, 2015년) - 김동식대리 역
- 《앵그리맘》(MBC, 2015년) - 택시기사 삼총사 역
- 《꼰대인턴》(MBC, 2020년)
- 《킹더랜드》(JTBC, 2023년) - 고객 1 역 (특별출연)

### 영화
- 2008년 《미운 오리 새끼와 랫소의 모험》 - 미운 오리 새끼 어글리 더빙 목소리 역
- 2009년 《구세주 2》 - 엄마랑 가출한 웅이 대신 배달 나온 웅이아버지 역

## 광고
- 2006년 삼성전자 애니콜
- 2008년 네오위즈게임즈 피망맞고·고스톱 (with 이용진, 오인택, 양세찬)
- 2009년 티바두마리치킨 (with 오인택, 양세찬)
- 2014년 스미노프
- 2014년 라네즈옴므 쿨가이 (with 이용진, 송재림)
- 2014년 CJ제일제당 쁘띠첼
- 2014년 메이플스토리 조율자의 손길
- 2015년 쿠미디어 없었던일로
- 2015년 KT olleh 기가 와이파이 (with 박나래)
- 2015년 SK텔레콤 T전화 노답레인저 (with 조세호, 장도연, 이용진)
- 2018년 대상 청정원 월드테이블 소스
- 2018년 마이셀럽스 말해 (with 조세호)
- 2019년 롯데하이마트 블랙페스타 (with 유성은)

## 홍보대사
- 2008년 한국마이크로소프트 Xbox360 홍보대사
- 2008년 좋은글 시집 다이어리 홍보사절
- 2017년 제20회 보령머드축제 홍보대사
- 2023년 화성시 홍보대사

## 음반
- 웅이네 1집 <Only One>
- 웅이네 2집 <The 2nd Story>
- 플레이어 <show me the play>

## 유행어
- - "왜 자꾸 불러 이런 옘비~ 쪠쪠쪠쪠!" - 웃찾사 <웅이아버지>
  - "개똥 같은 소리하고 있네!" - 코미디빅리그 <썸&쌈>
  - "속초에서 왔쟈니" "속초 우뇨니 형님~" - 코미디빅리그 <깽스맨>
  - "이게 무슨일이오" "스즈측뽕" "왓츠고잉온" - 코미디 빅리그 <왕자의 게임>
  - "갑자기?" - 코미디빅리그 <석포빌라 B02호>
  - "우촥". "좌촥" - 코미디빅리그 <신과 함께>
  - "또또또또 못 알아듣네 또!" - 코미디빅리그 <가족오락가락관>
  - 그~으래~? - 코미디빅리그 <타짜:개그PD 곽철용>

## 수상
- 2006년 SBS 코미디대상 실험정신상
- 2008년 제9회 대한민국 영상대전 개그맨 부문 포토제닉상
- 2008년 SBS 코미디부분 최우수상 (웅이아버지)
- 2016년 제10회 케이블TV 방송대상 라이징 스타상